# Ezequiel Acuña
Ezequiel Acuña (nacido el 9 de septiembre de 1976 en la Ciudad de Buenos Aires, Argentina) es director de cine, desempeñándose también como guionista, productor de sus películas y docente.

## Filmografía
- La vida de alguien (2014) Director, productor, guionista, editor. La película está basada en la historia ficcionalizada de la banda uruguaya La Foca.[1]Ganó el Premio Cóndor de Plata por Mejor Música Original en 2016.[2]
- Excursiones (2009) Director, productor, guionista, editor.
- Como un avión estrellado (2005) Director, productor asociado, guionista,
- Nadar solo (2003) Director, productor, guionista

## Cortometrajes
- Raro (1999)
- Rocío (1999)
- Tokio (1998)

## Distinciones
- La vida de alguien: 2014: Festival de Mar del Plata: Selección oficial largometrajes a concurso.
- La vida de alguien: 2015: Premios Fénix: Nominada a Mejor música original.
- La vida de alguien: 2016: Premio Cóndor de Plata a Mejor música original.